# دوري ريونيون الممتاز 2017
دوري ريونيون الممتاز 2017 (بالفرنسية: Championnat de La Réunion de football 2017)‏ هو موسم من دوري ريونيون الممتاز. أشرف على تنظيمه اتحاد لا ريونيون لكرة القدم، وفاز فيه جي اس سانت بيرويس ‏.